# لیگ قهرمانان کونکاکاف ۱۲–۲۰۱۱
لیگ قهرمانان کونکاکاف ۱۲–۲۰۱۱ چهارمین دوره لیگ قهرمانان کونکاکاف با فرمت کنونی و به طور کلی چهل و هفتمین دوره از مسابقات برتر باشگاهی فوتبال بود که توسط کونکاکاف، نهاد حاکم منطقه‌ای آمریکای شمالی، آمریکای مرکزی و کارائیب برگزار شد.
مونتری، مدافع عنوان قهرمانی، این عنوان را به دست آورد و به عنوان نماینده کونکاکاف در جام باشگاه‌های جهان ۲۰۱۲ حضور یافت.

## نحوه صلاحیت
۲۴ تیم در لیگ قهرمانان کونکاکاف ۱۰–۲۰۰۹ از مناطق آمریکای شمالی، آمریکای مرکزی و کارائیب شرکت کردند. ۹ تیم از آمریکای شمالی، ۱۲ تیم از آمریکای مرکزی و ۳ تیم از کارائیب بودند.
تیم‌ها در صورت نداشتن ورزشگاهی برای مسابقات که کونکاکاف مناسب می‌داند، محروم و جایگزین شوند. اگر باشگاهی نتواند استانداردهای ورزشگاه خانگی خود را رعایت کند، این باشگاه باید ورزشگاه مناسبی در کشور خود پیدا کند. اگر باشگاه مذکور نتواند امکانات کافی را فراهم کند، خطر جایگزین شدن را به دنبال دارد.

### آمریکای شمالی
در مجموع ۹ باشگاه از اتحادیه فوتبال آمریکای شمالی در لیگ قهرمانان شرکت کردند. به مکزیک و ایالات متحده چهار سهمیه، بیشتر از هر کشور در کونکاکاف، اختصاص یافت، در حالی که به کانادا یک سهمیه اعطا شد.
در مکزیک، برندگان فصل‌های آغازین و پایانی مکزیک مستقیماً به مرحله گروهی لیگ قهرمانان کونکاکاف راه یافتند، در حالی که نایب قهرمانان مسابقات به دور مقدماتی راه یافتند.
برای ایالات متحده، سه سهمیه از چهار سهمیه آن از طریق فصل عادی لیگ برتر فوتبال و مسابقات پلی آف اختصاص یافت، در حالی که سهمیه چهارم به برنده رقابت‌های جام یو اس اوپن اختصاص یافت. قهرمان جام یو اس اوپن به همراه نایب قهرمان جام ام‌ال‌اس، به مرحله مقدماتی مسابقات راه یافتند. برنده ساپورترز شیلد و جام ام‌ال‌اس به مرحله گروهی راه یافتند.
قهرمان رقابت‌های جام داخلی کانادا، مسابقات قهرمانی کانادا، با ورود به مرحله مقدماتی، تنها جایگاه کانادایی را در مسابقات کسب کرد.

### آمریکای مرکزی
۱۲ باشگاه از اتحادیه فوتبال آمریکای مرکزی به لیگ قهرمانان کونکاکاف راه یافتند. اگر یک یا چند باشگاه منع می‌شد، باشگاهی از یک فدراسیون دیگر آمریکای مرکزی جایگزین آنها می‌شد. تخصیص مجدد سهمیه‌ها بر اساس نتایج مسابقات قبلی لیگ قهرمانان خواهد بود.
برای نمایندگان آمریکای مرکزی که از طریق فصل‌های تقسیم‌شده واجد شرایط هستند، در کشورهایی که برای تعیین قهرمان ملی در مرحله پلی‌آف بازی می‌کنند، برنده مقام اول کشور را کسب می‌کند و در کشورهایی که این کار را نمی‌کنند، مجموع امتیازات در هر دو فصل و به دنبال آن سایر معیارهای تساوی‌شکن، تعیین می‌کنند که کدام تیم مقام برتر کشور را کسب کند. تیم‌های برتر از لیگ‌های کاستاریکا، هندوراس، گواتمالا و پاناما به مرحله گروهی راه یافتند و تیم‌های دوم آنها وارد مرحله مقدماتی شدند. دو تیم از لیگ السالوادور و تنها نمایندگان لیگ‌های نیکاراگوئه و بلیز به دور مقدماتی راه یافتند.

### کارائیب
سه سهمیه در دور مقدماتی لیگ قهرمانان کونکاکاف به سه تیم برتر جام باشگاه‌های کارائیب، یک تورنمنت شبه قاره‌ای برای باشگاه‌های کشورهای اتحادیه فوتبال کارائیب اختصاص یافت. برای اینکه یک باشگاه کارائیب بتواند برای جام باشگاه‌های کارائیب واجد شرایط شود، باید به مقام قهرمان (یا در برخی موارد، نایب قهرمان) در لیگ برتر کشور مربوطه خود در فصل قبل به پایان برسد.
اگر هر یک از باشگاه‌های کارائیب محروم می‌شد، با نفر چهارم جام باشگاه‌های کارائیب جایگزین می‌شد.

### تیم‌ها
تیم‌هایی که پررنگ هستند به طور مستقیم به مرحله گروهی راه پیدا می‌کنند.
| انجمن                  | باشگاه                | نحوه صلاحیت                                        | تعداد حضور            | آخرین حضور            |
| آمریکای شمالی (۹ تیم)  | آمریکای شمالی (۹ تیم) | آمریکای شمالی (۹ تیم)                              | آمریکای شمالی (۹ تیم) | آمریکای شمالی (۹ تیم) |
| ---------------------- | --------------------- | -------------------------------------------------- | --------------------- | --------------------- |
| مکزیک ۴ سهمیه          | مونتری                | قهرمان فصل پایانی ۲۰۱۰                             | دومین                 | ۱۱–۲۰۱۰               |
| مکزیک ۴ سهمیه          | اونام                 | قهرمان فصل آغازین ۲۰۱۱                             | سومین                 | ۱۰–۲۰۰۹               |
| مکزیک ۴ سهمیه          | سانتوس لاگونا         | نایب قهرمان فصل پایانی ۲۰۱۰                        | سومین                 | ۱۱–۲۰۱۰               |
| مکزیک ۴ سهمیه          | مورلیا                | نایب قهرمان فصل آغازین ۲۰۱۱                        | اولین                 | –                     |
| ایالات متحده ۴ سهمیه   | کلرادو رپیدز          | قهرمان جام ام‌ال‌اس ۲۰۱۰                             | اولین                 | –                     |
| ایالات متحده ۴ سهمیه   | لس آنجلس گلکسی        | قهرمان جام ساپورترز شیلد ۲۰۱۰                      | دومین                 | ۱۱–۲۰۱۰               |
| ایالات متحده ۴ سهمیه   | دالاس                 | نایب قهرمان جام ام‌ال‌اس ۲۰۱۰                        | اولین                 | –                     |
| ایالات متحده ۴ سهمیه   | سیاتل ساندرز          | قهرمان جام یو اس اوپن ۲۰۱۰                         | دومین                 | ۱۱–۲۰۱۰               |
| کانادا ۱ سهمیه         | تورنتو                | قهرمان مسابقات قهرمانی کانادا ۲۰۱۱                 | سومین                 | ۱۱–۲۰۱۰               |
| آمریکای مرکزی (۱۲ تیم) |                       |                                                    |                       |                       |
| هندوراس ۳ سهمیه        | رئال اسپانیا          | قهرمان فصل پایانی ۲۰۱۰                             | دومین                 | ۱۰–۲۰۰۹               |
| هندوراس ۳ سهمیه        | موتاگوا               | قهرمان فصل آغازین ۲۰۱۱                             | دومین                 | ۱۱–۲۰۱۰               |
| هندوراس ۳ سهمیه        | المپیا                | نایب قهرمان فصل پایانی ۲۰۱۰ و فصل آغازین ۲۰۱۱      | چهارمین               | ۱۱–۲۰۱۰               |
| کاستاریکا ۲ سهمیه      | آلاخولنسه             | قهرمان فصل زمستانی ۲۰۱۰ و فصل تابستانی ۲۰۱۱        | دومین                 | ۰۹–۲۰۰۸               |
| کاستاریکا ۲ سهمیه      | هردیانو               | نایب قهرمان فصل زمستانی ۲۰۱۰ (با مجموع رکورد بهتر) | دومین                 | ۱۰–۲۰۰۹               |
| گواتمالا ۲ سهمیه       | کامیونیکیشنس          | قهرمان فصل پایانی ۲۰۱۰ و فصل آغازین ۲۰۱۱           | دومین                 | ۱۰–۲۰۰۹               |
| گواتمالا ۲ سهمیه       | مونیسیپال             | نایب قهرمان فصل پایانی ۲۰۱۰ و فصل آغازین ۲۰۱۱      | سومین                 | ۱۱–۲۰۱۰               |
| پاناما ۲ سهمیه         | تائورو                | قهرمان فصل پایانی ۲۰۱۰                             | سومین                 | ۱۱–۲۰۱۰               |
| پاناما ۲ سهمیه         | سان فرانسیسکو         | قهرمان فصل آغازین ۲۰۱۱                             | چهارمین               | ۱۱–۲۰۱۰               |
| السالوادور ۲ سهمیه     | ایسیدرو متاپان        | قهرمان فصل پایانی ۲۰۱۰                             | چهارمین               | ۱۱–۲۰۱۰               |
| السالوادور ۲ سهمیه     | آلیانسا               | قهرمان فصل آغازین ۲۰۱۱                             | اولین                 | –                     |
| نیکاراگوئه ۱ سهمیه     | رئال استیلی           | قهرمان فصل ۱۱–۲۰۱۰ با مجموع رکورد بهتر             | دومین                 | ۰۹–۲۰۰۸               |
| کارائیب (۳ تیم)        |                       |                                                    |                       |                       |
| پورتوریکو              | پورتوریکو آیلندرز     | قهرمان جام باشگاه‌های کارائیب ۲۰۱۱                  | چهارمین               | ۱۱–۲۰۱۰               |
| هائیتی                 | تمپت                  | نایب قهرمان جام باشگاه‌های کارائیب ۲۰۱۱             | اولین                 | –                     |
| گویان                  | آلفا یونایتد          | تیم سوم جام باشگاه‌های کارائیب ۲۰۱۱                 | اولین                 | –                     |

## فرمت
مانند دوره‌های قبلی، مسابقات به سه مرحله تقسیم می‌شود:
- در مرحله مقدماتی، ۱۶ تیم به ۸ مسابقه رفت و برگشتی تقسیم می‌شوند که هر مسابقه شامل یک تیم از گلدان A و یک تیم از گلدان B است. ۸ برنده واجد شرایط حضور در مرحله گروهی برای پیوستن به هشت تیمی هستند که مستقیماً وارد مرحله گروهی می‌شوند.
- در مرحله گروهی، ۱۶ تیم در چهار گروه چهار تیمی قرار می‌گیرند که به صورت رفت و برگشتی در خانه و خارج از خانه با یکدیگر بازی می‌کنند که هر گروه شامل دو ورودی مستقیم (یک تیم از گلدان A و یک تیم از گلدان B) و دو برنده مرحله مقدماتی است. دو تیم برتر هر گروه به مرحله یک‌چهارم نهایی مرحله قهرمانی راه پیدا می‌کنند.
- در مرحله قهرمانی، هشت تیم در یک تورنمنت حذفی به میدان می‌روند که هر مسابقه به صورت دو بازی رفت و برگشت انجام می‌شود.

تیم‌های یک انجمن (به استثنای تیم‌های «عام» که جایگزین تیمی از انجمن دیگر می‌شوند) در مرحله مقدماتی و مرحله گروهی با یکدیگر قرعه‌کشی نمی‌شوند، اما ممکن است در مرحله قهرمانی با یکدیگر قرعه‌کشی شوند، جایی که تنها محدودیت این است که در مرحله یک‌چهارم نهایی، یک برنده گروه باید با تیم دوم یک گروه دیگر قرعه‌کشی شود و همچنین میزبان بازی برگشت باشد.
برای مسابقه‌های دو بازی مرحله مقدماتی و مرحله قهرمانی، قانون گل زده در خانه حریف استفاده می‌شود، اما نه پس از ورود یک مسابقه به وقت اضافه، بنابراین اگر نتیجه بعد از وقت اضافه مساوی شود، برنده در ضربات پنالتی تعیین می‌شود.
| مرحله گروهی   | مرحله گروهی   | مرحله گروهی       | مرحله گروهی    | مرحله گروهی    |
| ------------- | ------------- | ----------------- | -------------- | -------------- |
| گلدان A       | مونتری        | اونام             | کلرادو رپیدز   | لس آنجلس گلکسی |
| گلدان B       | آلاخولنسه     | رئال اسپانیا      | کامیونیکیشنس   | تائورو         |
| مرحله مقدماتی |               |                   |                |                |
| گلدان A       | سانتوس لاگونا | مورلیا            | دالاس          | سیاتل ساندرز   |
| گلدان A       | هردیانو       | موتاگوا           | ایسیدرو متاپان | تورنتو         |
| گلدان B       | مونیسیپال     | سان فرانسیسکو     | آلیانسا        | رئال استیلی    |
| گلدان B       | المپیا        | پورتوریکو آیلندرز | تمپت           | آلفا یونایتد   |

## برنامه مسابقات
| دور           | دور           | تاریخ قرعه کشی                        | بازی رفت           | بازی برگشت         |
| ------------- | ------------- | ------------------------------------- | ------------------ | ------------------ |
| مرحله مقدماتی | مقدماتی       | ۱۸ مه ۲۰۱۱ (نیویورک, ایالات متحده)    | ۲۶–۲۸ ژوئیه ۲۰۱۱   | ۲–۴ اوت ۲۰۱۱       |
| مرحله گروهی   | هفته ۱        | ۱۸ مه ۲۰۱۱ (نیویورک, ایالات متحده)    | ۱۶–۱۸ اوت ۲۰۱۱     | ۱۶–۱۸ اوت ۲۰۱۱     |
| مرحله گروهی   | هفته ۲        | ۱۸ مه ۲۰۱۱ (نیویورک, ایالات متحده)    | ۲۳–۲۵ اوت ۲۰۱۱     | ۲۳–۲۵ اوت ۲۰۱۱     |
| مرحله گروهی   | هفته ۳        | ۱۸ مه ۲۰۱۱ (نیویورک, ایالات متحده)    | ۱۳–۱۵ سپتامبر ۲۰۱۱ | ۱۳–۱۵ سپتامبر ۲۰۱۱ |
| مرحله گروهی   | هفته ۴        | ۱۸ مه ۲۰۱۱ (نیویورک, ایالات متحده)    | ۲۰–۲۲ سپتامبر ۲۰۱۱ | ۲۰–۲۲ سپتامبر ۲۰۱۱ |
| مرحله گروهی   | هفته ۵        | ۱۸ مه ۲۰۱۱ (نیویورک, ایالات متحده)    | ۲۷–۲۹ سپتامبر ۲۰۱۱ | ۲۷–۲۹ سپتامبر ۲۰۱۱ |
| مرحله گروهی   | هفته ۶        | ۱۸ مه ۲۰۱۱ (نیویورک, ایالات متحده)    | ۱۸–۲۰ اکتبر ۲۰۱۱   | ۱۸–۲۰ اکتبر ۲۰۱۱   |
| مرحله قهرمانی | یک‌چهارم نهایی | ۸ نوامبر ۲۰۱۱ (نیویورک, ایالات متحده) | ۶–۸ مارس ۲۰۱۲      | ۱۳–۱۵ مارس ۲۰۱۲    |
| مرحله قهرمانی | نیمه نهایی    | ۸ نوامبر ۲۰۱۱ (نیویورک, ایالات متحده) | ۲۸ مارس ۲۰۱۲       | ۴ آوریل ۲۰۱۲       |
| مرحله قهرمانی | فینال         | ۸ نوامبر ۲۰۱۱ (نیویورک, ایالات متحده) | ۱۸ آوریل ۲۰۱۲      | ۲۵ آوریل ۲۰۱۲      |

## مرحله مقدماتی
قرعه کشی دور مقدماتی و مرحله گروهی در ۱۸ مه ۲۰۱۱ برگزار شد. بازی‌های رفت دور مقدماتی در ۲۶ تا ۲۸ ژوئیه ۲۰۱۱ برگزار شد، در حالی که بازی‌های برگشت در ۲ تا ۴ اوت ۲۰۱۱ برگزار شد.
| تیم ۱          | نتیجه نهایی | تیم ۲             | بازی رفت | بازی برگشت |
| -------------- | ----------- | ----------------- | -------- | ---------- |
| موتاگوا        | ۴–۲         | مونیسیپال         | ۴–۰      | ۰–۲        |
| مورلیا         | ۷–۰         | تمپت              | ۵–۰      | ۲–۰        |
| ایسیدرو متاپان | ۳–۳ (گ.ز.)  | پورتوریکو آیلندرز | ۲–۰      | ۱–۳        |
| سانتوس لاگونا  | ۴–۳         | المپیا            | ۳–۱      | ۱–۲        |
| آلیانسا        | ۰–۲         | دالاس             | ۰–۱      | ۰–۱        |
| تورنتو         | ۴–۲         | رئال استیلی       | ۲–۱      | ۲–۱        |
| سان فرانسیسکو  | ۱–۲         | سیاتل ساندرز      | ۱–۰      | ۰–۲        |
| هردیانو        | ۱۰–۲        | آلفا یونایتد      | ۸–۰      | ۲–۲        |

## مرحله گروهی
مرحله گروهی در ۶ دور در طی اوت تا اکتبر ۲۰۱۱ انجام شد. دو تیم اول هر گروه به مرحله قهرمانی راه یافتند.

### گروه A
| تیم            | بازی | برد | مساوی | باخت | گل زده | گل خورده | گل تفاضل | امتیاز | صلاحیت                |     | LA  | MOR | ALA | MOT |
| -------------- | ---- | --- | ----- | ---- | ------ | -------- | -------- | ------ | --------------------- | --- | --- | --- | --- | --- |
| لس آنجلس گلکسی | ۶    | ۴   | ۰     | ۲    | ۸      | ۴        | ۴+       | ۱۲     | صعود به مرحله قهرمانی |     | —   | ۲–۱ | ۲–۰ | ۲–۰ |
| مورلیا         | ۶    | ۴   | ۰     | ۲    | ۱۱     | ۵        | ۶+       | ۱۲     | صعود به مرحله قهرمانی |     | ۲–۱ | —   | ۲–۱ | ۴–۰ |
| آلاخولنسه      | ۶    | ۴   | ۰     | ۲    | ۸      | ۶        | ۲+       | ۱۲     |                       |     | ۱–۰ | ۱–۰ | —   | ۱–۰ |
| موتاگوا        | ۶    | ۰   | ۰     | ۶    | ۲      | ۱۴       | ۱۲−      | ۰      |                       | ۰–۱ | ۰–۲ | ۲–۴ | —   |     |

### گروه B
| تیم            | بازی | برد | مساوی | باخت | گل زده | گل خورده | گل تفاضل | امتیاز | صلاحیت                |     | SAN | MET | COL | REA |
| -------------- | ---- | --- | ----- | ---- | ------ | -------- | -------- | ------ | --------------------- | --- | --- | --- | --- | --- |
| سانتوس لاگونا  | ۶    | ۴   | ۱     | ۱    | ۱۶     | ۶        | ۱۰+      | ۱۳     | صعود به مرحله قهرمانی |     | —   | ۶–۰ | ۲–۰ | ۳–۲ |
| ایسیدرو متاپان | ۶    | ۳   | ۰     | ۳    | ۱۰     | ۱۵       | ۵−       | ۹      | صعود به مرحله قهرمانی |     | ۲–۰ | —   | ۱–۳ | ۳–۲ |
| کلرادو رپیدز   | ۶    | ۲   | ۱     | ۳    | ۹      | ۱۲       | ۳−       | ۷      |                       |     | ۱–۴ | ۳–۲ | —   | ۱–۲ |
| رئال اسپانیا   | ۶    | ۱   | ۲     | ۳    | ۹      | ۱۱       | ۲−       | ۵      |                       | ۱–۱ | ۱–۲ | ۱–۱ | —   |     |

### گروه C
| تیم    | بازی | برد | مساوی | باخت | گل زده | گل خورده | گل تفاضل | امتیاز | صلاحیت                |     | UNAM | TOR | DAL | TAU |
| ------ | ---- | --- | ----- | ---- | ------ | -------- | -------- | ------ | --------------------- | --- | ---- | --- | --- | --- |
| اونام  | ۶    | ۳   | ۲     | ۱    | ۸      | ۲        | ۶+       | ۱۱     | صعود به مرحله قهرمانی |     | —    | ۴–۰ | ۰–۱ | ۱–۰ |
| تورنتو | ۶    | ۳   | ۱     | ۲    | ۷      | ۷        | ۰        | ۱۰     | صعود به مرحله قهرمانی |     | ۱–۱  | —   | ۰–۱ | ۱–۰ |
| دالاس  | ۶    | ۲   | ۱     | ۳    | ۶      | ۱۱       | ۵−       | ۷      |                       |     | ۰–۲  | ۰–۳ | —   | ۱–۱ |
| تائورو | ۶    | ۱   | ۲     | ۳    | ۷      | ۸        | ۱−       | ۵      |                       | ۰–۰ | ۱–۲  | ۵–۳ | —   |     |

### گروه D
| تیم          | بازی | برد | مساوی | باخت | گل زده | گل خورده | گل تفاضل | امتیاز | صلاحیت                |     | MON | SEA | COM | HER |
| ------------ | ---- | --- | ----- | ---- | ------ | -------- | -------- | ------ | --------------------- | --- | --- | --- | --- | --- |
| مونتری       | ۶    | ۴   | ۰     | ۲    | ۱۱     | ۴        | ۷+       | ۱۲     | صعود به مرحله قهرمانی |     | —   | ۰–۱ | ۳–۱ | ۱–۰ |
| سیاتل ساندرز | ۶    | ۳   | ۱     | ۲    | ۱۰     | ۷        | ۳+       | ۱۰     | صعود به مرحله قهرمانی |     | ۱–۲ | —   | ۴–۱ | ۰–۱ |
| کامیونیکیشنس | ۶    | ۲   | ۱     | ۳    | ۸      | ۱۳       | ۵−       | ۷      |                       |     | ۱–۰ | ۲–۲ | —   | ۲–۰ |
| هردیانو      | ۶    | ۲   | ۰     | ۴    | ۶      | ۱۱       | ۵−       | ۶      |                       | ۰–۵ | ۱–۲ | ۴–۱ | —   |     |

## مرحله قهرمانی
قرعه کشی مرحله قهرمانی در ۸ نوامبر ۲۰۱۱ برگزار شد. در مرحله یک‌چهارم نهایی، تیم‌های اول گروه از انجام بازی برگشت در خانه مطمئن شدند و در برابر تیم‌های دوم دیگر گروه‌ها قرار گرفتند.

### نمودار
|  | یک‌چهارم نهایی  | یک‌چهارم نهایی  | یک‌چهارم نهایی | یک‌چهارم نهایی | یک‌چهارم نهایی |   |        | نیمه نهایی | نیمه نهایی | نیمه نهایی | نیمه نهایی | نیمه نهایی |  |  | فینال  | فینال  | فینال | فینال | فینال |
|  |                |                |               |               |               |   |        |            |            |            |            |            |  |  |        |        |       |       |       |
|  | مورلیا         | مورلیا         | ۱             | ۱             | ۲             |   |        |            |            |            |            |            |  |  |        |        |       |       |       |
|  | مونتری         | مونتری         | ۳             | ۴             | ۷             |   |        |            |            |            |            |            |  |  |        |        |       |       |       |
|  | مونتری         | مونتری         | ۳             | ۴             | ۷             |   | مونتری | مونتری     | ۳          | ۱          | ۴          |            |  |  |        |        |       |       |       |
|  |                |                |               |               |               |   | مونتری | مونتری     | ۳          | ۱          | ۴          |            |  |  |        |        |       |       |       |
|  |                | اونام          | اونام         | ۰             | ۱             | ۱ |        |            |            |            |            |            |  |  |        |        |       |       |       |
|  | ایسیدرو متاپان | ایسیدرو متاپان | اونام         | ۰             | ۱             | ۱ | ۲      | ۰          | ۲          |            |            |            |  |  |        |        |       |       |       |
|  | ایسیدرو متاپان | ایسیدرو متاپان |               |               |               |   | ۲      | ۰          | ۲          |            |            |            |  |  |        |        |       |       |       |
|  | اونام          | اونام          | ۱             | ۸             | ۹             |   |        |            |            |            |            |            |  |  |        |        |       |       |       |
|  |                |                |               |               |               |   |        |            |            |            |            |            |  |  | مونتری | مونتری | ۲     | ۱     | ۳     |
|  |                |                | سانتوس لاگونا | سانتوس لاگونا | ۰             | ۲ | ۲      |            |            |            |            |            |  |  |        |        |       |       |       |
|  | تورنتو         | تورنتو         | ۲             | ۲             | ۴             |   |        |            |            |            |            |            |  |  |        |        |       |       |       |
|  | لس آنجلس گلکسی | لس آنجلس گلکسی | ۲             | ۱             | ۳             |   |        |            |            |            |            |            |  |  |        |        |       |       |       |
|  | لس آنجلس گلکسی | لس آنجلس گلکسی | ۲             | ۱             | ۳             |   | تورنتو | تورنتو     | ۱          | ۲          | ۳          |            |  |  |        |        |       |       |       |
|  |                |                |               |               |               |   | تورنتو | تورنتو     | ۱          | ۲          | ۳          |            |  |  |        |        |       |       |       |
|  |                | سانتوس لاگونا  | سانتوس لاگونا | ۱             | ۶             | ۷ |        |            |            |            |            |            |  |  |        |        |       |       |       |
|  | سیاتل ساندرز   | سیاتل ساندرز   | سانتوس لاگونا | ۱             | ۶             | ۷ | ۲      | ۱          | ۳          |            |            |            |  |  |        |        |       |       |       |
|  | سیاتل ساندرز   | سیاتل ساندرز   |               |               |               |   | ۲      | ۱          | ۳          |            |            |            |  |  |        |        |       |       |       |
|  | سانتوس لاگونا  | سانتوس لاگونا  | ۱             | ۶             | ۷             |   |        |            |            |            |            |            |  |  |        |        |       |       |       |

### یک‌چهارم نهایی
بازی‌های رفت یک‌چهارم نهایی در ۶ تا ۸ مارس ۲۰۱۲ و بازی‌های برگشت در ۱۳ تا ۱۵ مارس ۲۰۱۲ برگزار شد.
| تیم ۱          | نتیجه‌نهایی | تیم ۲          | بازی رفت | بازی برگشت |
| -------------- | ---------- | -------------- | -------- | ---------- |
| سیاتل ساندرز   | ۳–۷        | سانتوس لاگونا  | ۲–۱      | ۱–۶        |
| ایسیدرو متاپان | ۲–۹        | اونام          | ۲–۱      | ۰–۸        |
| تورنتو         | ۴–۳        | لس آنجلس گلکسی | ۲–۲      | ۲–۱        |
| مورلیا         | ۲–۷        | مونتری         | ۱–۳      | ۱–۴        |

### نیمه نهایی
بازی‌های رفت نیمه نهایی در ۲۸ مارس ۲۰۱۲ و بازی‌های برگشت در ۴ آوریل ۲۰۱۲ برگزار شد.
| تیم ۱  | نتیجه‌نهایی | تیم ۲         | بازی رفت | بازی برگشت |
| ------ | ---------- | ------------- | -------- | ---------- |
| تورنتو | ۳–۷        | سانتوس لاگونا | ۱–۱      | ۲–۶        |
| مونتری | ۴–۱        | اونام         | ۳–۰      | ۱–۱        |

### فینال
بازی رفت فینال در ۱۸ آوریل ۲۰۱۲ و بازی برگشت در ۲۵ آوریل ۲۰۱۲ برگزار شد.
| تیم ۱  | نتیجه‌نهایی | تیم ۲         | بازی رفت | بازی برگشت |
| ------ | ---------- | ------------- | -------- | ---------- |
| مونتری | ۳–۲        | سانتوس لاگونا | ۲–۰      | ۱–۲        |

| قهرمان لیگ قهرمانان کونکاکاف ۱۲–۲۰۱۱ |
| ------------------------------------ |
| مکزیک                                |
| مونتری دومین عنوان                   |

## گلزنان برتر
| رتبه | بازیکن         | باشگاه         | گل |
| ---- | -------------- | -------------- | -- |
| ۱    | هومبرتو سوازو  | مونتری         | ۷  |
| ۱    | اوریبه پرالتا  | سانتوس لاگونا  | ۷  |
| ۳    | خورخه باربوسا  | هردیانو        | ۶  |
| ۳    | هرکولز گومز    | سانتوس لاگونا  | ۶  |
| ۳    | ژوآو پلاتا     | تورنتو         | ۶  |
| ۶    | داریو کارنیو   | مونتری         | ۵  |
| ۶    | رایان جانسون   | تورنتو         | ۵  |
| ۶    | کریستین سوارز  | سانتوس لاگونا  | ۵  |
| ۹    | مارتین براوو   | اونام          | ۴  |
| ۹    | آلدو ده نیگریس | مونتری         | ۴  |
| ۹    | ادواردو هررا   | اونام          | ۴  |
| ۹    | دارویل کینترو  | سانتوس لاگونا  | ۴  |
| ۹    | پائولو سوارز   | ایسیدرو متاپان | ۴  |

## جوایز
برای اولین بار، کونکاکاف یک جایزه کفش طلا را به بهترین گلزن و یک جایزه توپ طلا را به بازیکن مسابقات اهدا کرد. هومبرتو سوازو با زدن گل‌های بیشتر در دو بازی فینال، کفش طلا را برد. اوریبه پرالتا هم برنده توپ طلا شد، که با ترکیبی از آرای هواداران و رسانه‌ها تعیین شد.